# Bobine d'arrêt
Pour les articles homonymes, voir bobine.
Une bobine d'arrêt, parfois aussi appelée self de choc, est une bobine utilisée en électronique et en électrotechnique pour bloquer les hautes fréquences, atténuer les basses fréquences et laisser passer le continu. Elle exerce le rôle opposé à celui d'une capacité de liaison.

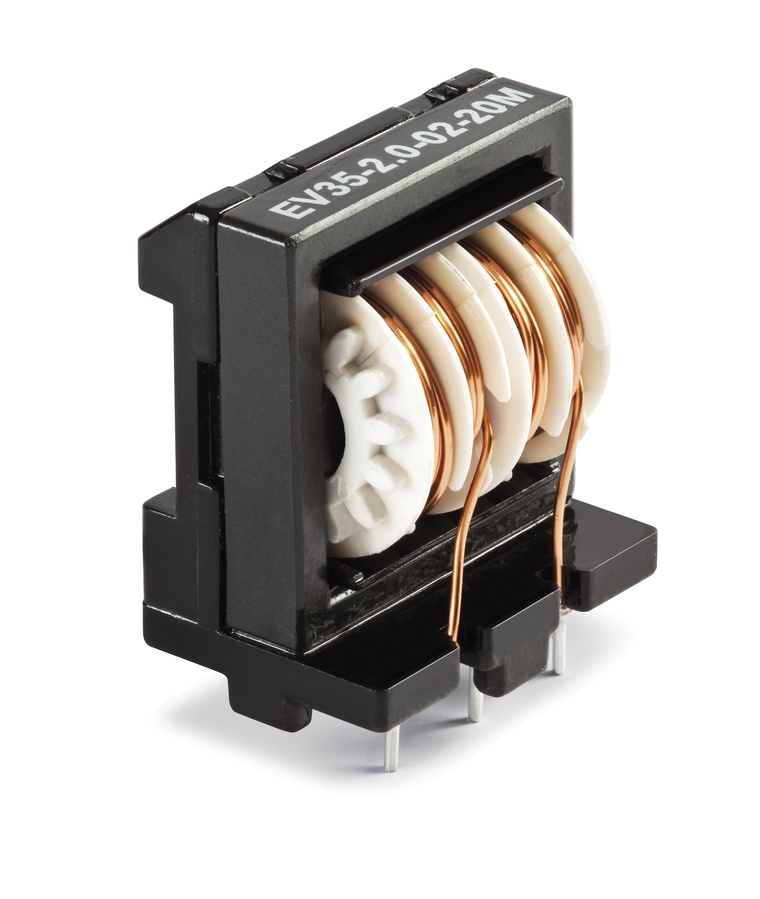
Une bobine d'arrêt avec deux bobinages de 20 mH pour un courant de 2 A.

## Origine du terme «self de choc»

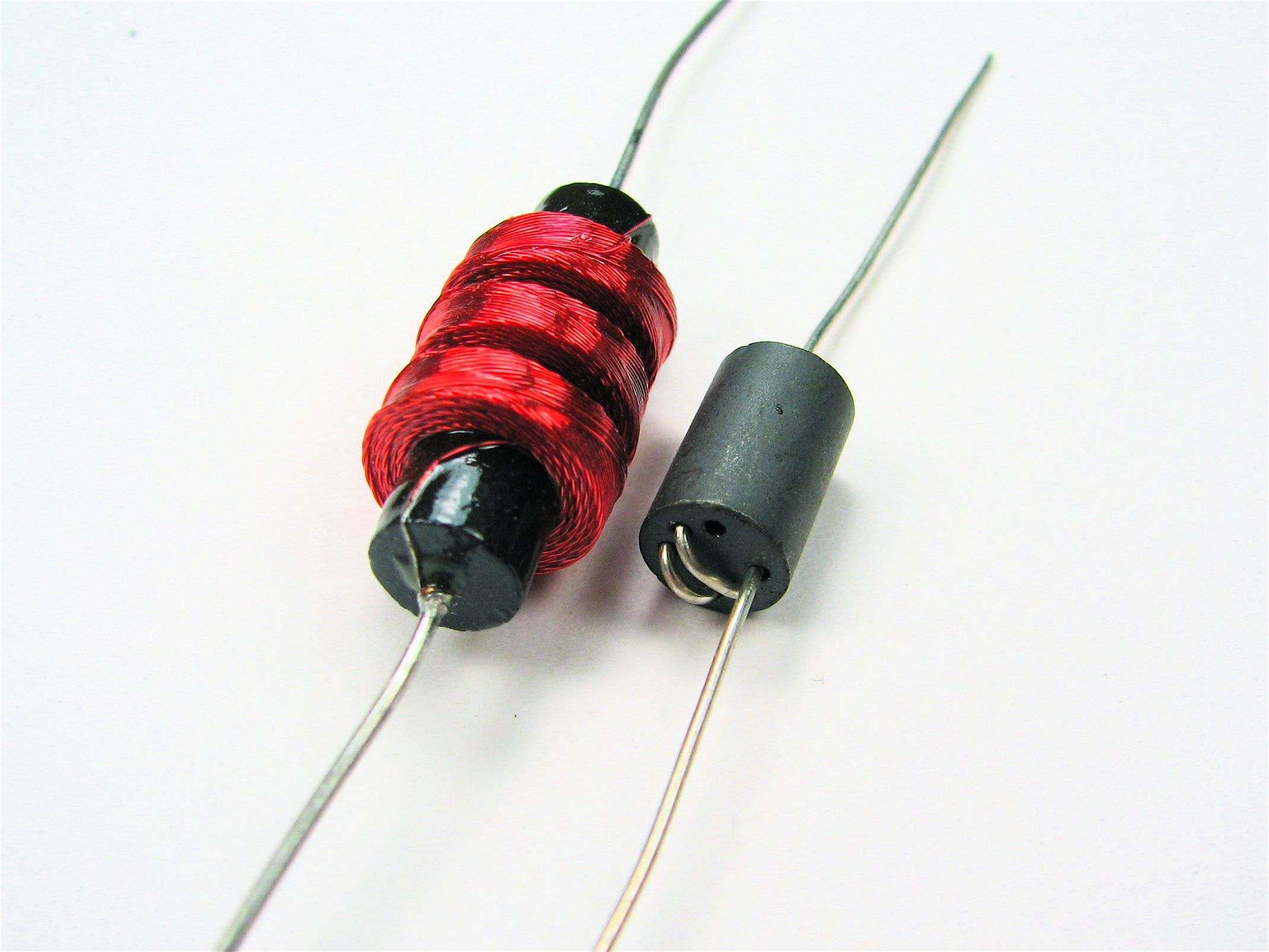
Une bobine d'arrêt de moyenne ou haute fréquence pour des dixièmes d'ampères, et une autre (a ferrite bead choke) de très haute fréquence (VHF) pour quelques ampères.

Le terme de « self de choc » vient d'une mauvaise traduction du terme anglais choke coil, car le verbe anglais to choke signifie « étrangler » ou « étouffer » et désigne la propriété de la bobine à atténuer les hautes fréquences.

## Description
En général, la « bobine d’arrêt » est composée d'un bobinage en cuivre et d'un noyau. Selon les propriétés et la valeur de l'inductance recherchées, le noyau peut se composer :
- d'un cylindre d'air ;
- d'un noyau en tôles feuilletées ou en ferrite.

## Rôle
Comme toute inductance, une « bobine d'arrêt » présente une impédance dont la valeur croit avec la fréquence du courant qui la parcourt. Donc elle « atténue » d'autant plus le signal électrique qui la traverse, que son spectre de fréquences est élevé. Ceci a pour effet, d'atténuer les fréquences indésirables, qui circuleraient dans le circuit électrique, ou électronique, à protéger.
Elles n'ont aucun effet sur les ondes hertziennes situées en dehors de la bobine.